# Martin Heidegger et la métaphysique
Pour des articles plus généraux, voir Martin Heidegger et La philosophie de Martin Heidegger.
On chercherait en vain une définition concise et définitive de la Métaphysique dans l'œuvre de Martin Heidegger si l'on met de côté une définition surprenante avancée à la fin d'une conférence de 1929 intitulée Qu'est-ce que la métaphysique? « La métaphysique est le Dasein lui-même », citée par Christian Dubois,, définition, correspondant à une brève période autour d'Être et Temps, qui a été recouverte et oubliée dans l'évolution ultérieure de sa pensée (voir sur cette « métaphysique du  Dasein », la contribution de François Jaran). Dans un autre ouvrage Essais et conférences, Heidegger se limite à nous en proposer une approche, comme « pensée  en direction de l'étantité de l'étant ». Jacques Taminiaux se risque à en dessiner les contours « comme une tentative d'exprimer ce qui universellement peut être dit de tout étant comme tel, ainsi elle s'inaugure comme une logique de l'étant, une théorie de ses prédicats, de son essence, de son étantité, bref une onto-logie ».
Même critique, l'œuvre de Heidegger a contribué, nous dit Franco Volpi, « au renouveau des études les plus importantes consacrées à la structure de la métaphysique et à l'analyse de ses moments principaux ».
La plupart des interprètes, reprenant cette thématique historique, étudient les rapports de Heidegger à la métaphysique à travers les trois thèmes apparentés, que sont l'« oubli de l'être », Die Seinsvergessenheit, le thème de « l'achèvement ou le dépassement de la métaphysique », ainsi que celui sa nature essentiellement « onto-théologique » —, trois notions qui constituent, pour Heidegger ce dont la pensée a à s'occuper en priorité à propos de la métaphysique, et autour desquelles vont tourner ses analyses. Le thème du Nihilisme renforcé, autrement dit celui de la Technique (voir Heidegger et la question de la technique), finira par envelopper et contenir l'ensemble de ces thématiques.

## Les thèmes principaux

### La primauté de la question de l'être
Dès le début de Être et Temps est exposée la nécessité de reprendre « la question de l'être », comprise comme question du sens unitaire de « être », ainsi que la voie que le chercheur entend suivre, à savoir, la « primauté ontologique » du Dasein, qu'il s'agit de comprendre en son être. Cette question considérée comme le thème essentiel de la métaphysique était progressivement tombée en désuétude, avec elle. L'œuvre de Kant, note Jean Grondin avec la Critique de la raison pure avait profondément dévalorisé la métaphysique dite « dogmatique ».
Dans les années 1920 « dominées par le néo-kantisme, le néo-positivisme, la philosophie de la vie et la phénoménologie, on tient toute ontologie comme impossible ». Le seul moyen, d'ailleurs suivi par les néo-kantiens, pour la philosophie de demeurer une science « fondamentale » était, rapporte Jean Grondin « de se transformer en réflexion épistémologique » sur les conditions de la connaissance. Heidegger dénonce cette conception qui subordonne la philosophie aux sciences positives.
Pour Heidegger, cette question du « sens de l'être » garde une « primauté ontologique et ontique » que Jean Grondin voit se déployer, « tant dans l'ordre des savoirs, que dans l'ordre des préoccupations de l'existence humaine ». Il n'y a pas d'interrogation possible sur un étant quelconque qui ne soit précédée d'une pré-compréhension de l'« être de l'étant » (l'étantité de l'étant). De même la question devient primordiale pour l'homme lorsque l'on résume l'essence de son  Dasein  dans la formule réitérée plusieurs fois dans Être et Temps, « il est l'être qui se caractérise par le fait qu'il y va en son être de cet être même ».
Il ne s'agit pas de nier qu'il y a bien de l'étant devant moi, précise ailleurs Jean Grondin, que je suis bel et bien dans le monde, mais de voir que cet étant n'est justement qu'un mode particulier de l'être, savoir selon l'expression de Heidegger, l'étant subsistant « sous la main », Vorhanden  pensé sous le mode d'une res extensa.

### L'oubli de l'être
À noter comme l'écrit Jean Greisch que « « l'oubli de l'être », die Seinsverlassenheit, est toujours l'oubli de la question de l'être ». Heidegger considère que, si la recherche du « sens de l'être » s'est poursuivie tout au long de l'histoire, elle a en fait été oubliée en tant que telle, dans la confusion de l'« être et de l'étant » : de tel étant (par exemple l'esprit, la vie, ou la matière), de l'étant dans son ensemble (Nature), de l'étant suprême (Dieu), note Paul Ricœur. Comme le rappelle Alain Boutot, dans Être et Temps, Heidegger déploie la question de l'être en commençant par stigmatiser l'oubli dans lequel la tradition a laissé cette question depuis Platon et Aristote. Le drame, comme le souligne David Farrell Krell, c'est que « l'oubli de l'être implique l'oubli du néant dans lequel le Dasein est toujours suspendu ».
Jean-François Courtine précise : « dans la perspective de l’histoire de l’être  la Seinsgeschichte  qui est celle que Heidegger déploie à partir du milieu des années 1930, la « structure onto-théologique » se présente comme le signe de l’omission et de l’oubli de la question de l’être propre à toute la tradition métaphysique – depuis Platon jusqu’à Nietzsche – et qu’il s’agit désormais de dépasser überholen, überwinden  ».
Il convient selon Heidegger de distinguer deux questions constamment enchevêtrées : « la question directrice de la métaphysique qui est celle de l'étantité de l'étant, de la question fondamentale, qui est la question de l'être en tant que tel que la métaphysique ne pose jamais » écrit Jean-Marie Vaysse.
Dans le chapitre premier de son Introduction à la métaphysique, Heidegger fait un large tour d'horizon de l'état de la question de l'être dans la philosophie contemporaine. Simple mot « vapeur ou erreur » selon Nietzsche, l'être ne nous est manifestement plus rien. Tout ce qui compte, c'est l'étant, la science, les résultats. Malgré toutes les velléités de résurrection de la métaphysique, la question de l'être reste recouverte. Jean Greisch en donne sommairement trois raisons : La certitude dogmatique que l'être est le concept le plus universel qui interdit toute définition par genre ou espèce, Cette indéfinissabilité signifie que l'être ne saurait être conçu à l'instar d'un étant. Enfin, ce concept serait tellement évident qu'il dispenserait une analyse plus poussée. D'ailleurs, si l'être n'est qu'au fond un concept vague et polysémique qui ne se rencontre que dans les langues indo-européennes (comme le remarque Jean Grondin), à quoi bon y attacher de l'importance ? À noter cependant que ces raisons, bien que pertinentes ne rendent pas justice à la position de Heidegger sur ce sujet, pour lequel l'« oubli de l'être » appartient stricto sensu à l'essence même de la métaphysique. Cet « oubli », si souvent évoqué par Heidegger, devient ce qui, caractérise la métaphysique dès sa naissance au point d'être le destin de toute une époque.
La conséquence la plus immédiate de cet oubli, c'est la permanence, inquestionnée dans la métaphysique, d'un fonds de concepts ontologiques, qui court à travers toute l'histoire de la philosophie, concepts tels que l' « être », la « substance », le « mouvement », le « temps », la « Vie », le « Soi » au profit d'une fausse évidence, d'un dogmatisme latent,. Sophie-Jan Arrien note incidemment que la métaphysique devenue « vision du monde » « ne nourrit plus l'inquiétude spirituelle du philosophe mais lui procure plutôt un apaisement du combat intérieur contre l'énigme de la vie et du monde ».
« Sous le signe de la science positive et de son application technique, cet oubli se précipite vers son achèvement, ne laissant plus rien subsister à côté de lui qui puisse bénéficier d'un être plus authentique dans quelque monde réservé au « sacré » » écrit Hans-Georg Gadamer. La pensée de l'être n'est plus qu'une pensée de l' « oubli de l'être » abonde Henri Birault.
« L’ « oubli de l’être », signifie alors que l’être se voile, qu’il se tient dans un retrait voilé qui le dérobe à la pensée de l’homme, ce qui peut aussi être considéré comme une retraite protectrice, une mise en attente d’un décèlement. [Manque du texte] s un retrait de l’être comme Ereignis dans le mouvement même de production de la différence ontologique de l’étant (qui est toujours étant dans l’être) et de l’être (qui est toujours être de l’étant). En se décelant dans l’étant, l’être disparaît comme Ereignis et apparaît comme être de l’étant. Ce qui se retire n’est donc pas l’être comme être de l’étant, mais l’Ereignis comme événement de la Lichtung des Seins. La question se pose de savoir si cet oubli est le fait d'une négligence de l'homme, ou si l'être lui-même, à travers les divers modes de sa donation, ne se serait pas retiré lui-même, abandonnant toute la place au règne de l'étant », écrit Julien Pieron.
C'est bien ainsi que l'entend Heidegger  pour qui à travers le terme d' epokhè, « une époque historique doit être comprise comme la suspension ou la rétention de la vérité, l'être retenant sa vérité de différentes manières au cours de l'histoire, afin à chaque fois de laisser apparaître un monde. L'oubli de l'être est par conséquent un multiple oubli de soi de l'être et non pas un processus continu de déclin » écrit Françoise Dastur.

#### L'oubli chez les Grecs
Platon fonde la manière traditionnelle de représenter les rapports entre l'être et l'étant, qui a dominé depuis lors toute l'histoire de la philosophie occidentale. L'être n'est plus, comme chez les présocratiques, dans la chose présente, mais ailleurs, dans l'idée qui n'est pas une représentation subjective mais le visage intelligible de la chose elle-même. Cette césure est accentuée par Aristote qui met en place une véritable « onto-logie », c'est-à-dire une science de l'étantité de l'étant. L'« être », en tant que tel, « désormais demeure manquant » dans toutes les formes successives de la métaphysique, puisque, en tant qu'idée, intelligible, substance ou « volonté de puissance » il est fondamentalement référé à l'étant et n'est plus visé en tant que tel.
Dans une première étape correspondant à Être et Temps, Heidegger pose la question du sens de l'être « au fil de l'existence humaine » à travers l'analytique existentiale dont il ambitionne de faire une ontologie fondamentale. Mais comme le souligne Pascal David « l'ontologie fondamentale n'est déjà plus une ontologie qui s'enquiert non plus de l'être de l'étant mais de la vérité de l'être[…] de sorte qu'on ne saurait lire Être et Temps comme un traité d'ontologie ».
Mais reste la question de l'étant. C'est parce que l'homme, « être fini », peut en raison de sa finitude soutenir la vision du néant à travers l'angoisse que quelque chose comme l'être ou la totalité de l'étant lui est originairement donné. Le néant est ainsi, souterrainement, la possibilité même de la métaphysique, l'homme devient le « « lieu-tenant du néant ».
Pour Heidegger, l'« oubli de l'être » commence avec la pensée de l'être comme « étant subsistant » et permanent dans la métaphysique grecque, pour être poussé à ses conséquences ultimes dans la science et la technique moderne. Dès lors, à la suite de sa longue méditation de Nietzsche, Heidegger va éprouver l' « oubli de l'être ».

#### De l'oubli au retrait de l'être
Que l'être ne veuille plus rien dire est en soi un problème que Heidegger est le seul à prendre au sérieux. Cette situation caractérise le Gestell (voir Heidegger et la question de la technique), époque où seul l'étant objectivé et disponible existe. Dans des ouvrages tardifs, Heidegger expose que cet oubli de l'être qui s'oublie lui-même, recèle un « péril », le Gefahr, qui nous fait entrer dans une longue nuit.
Dans Heidegger et la question de la technique, nous avons appris que, loin d'être seulement un ensemble d'instruments, destinés à alléger la tâche des hommes, la « Technique » ou « Dispositif » est un mode de « décèlement de l'étant », dont le trait fondamental est la « réquisition » de tout l'étant, hommes, choses et relations humaines. L'étant est décelé, non comme Dasein ou chose, mais comme stock ou personnel disponible, son caractère de chose et même son objectivité s'effacent devant sa disponibilité, sa valeur. Le Gestell, le Dispositif (traduction François Fédier), est l'essence de la technique, mais de la technique vue comme destin du décèlement, en cela le Gestell porte à son comble l'oubli de l'être enclenché par la métaphysique et sa forme ultime la Volonté de puissance. « Nous sommes à l'époque où cet oubli se précipite vers son achèvement, plus rien n'existe qui puisse bénéficier d'un être plus authentique dans quelque monde « sacré » ou « réservé » ».
L'homme n'a plus affaire à des choses (au sens de la conférence "Qu'est ce qu'une chose ?"), ni même à des objets, Gegenstand mais à tout ce qui dans une perspective utilitaire à vocation à entrer dans le fonds disponible, que Heidegger appelle Bestand . Or c'est tout l'étant y compris l'homme qui dans le monde moderne prend place en tant que « capital humain » dans l'horizon de l'utilité
La « Technique » au sens du Gestell ou « Dispositif », tient l'homme en son pouvoir, il n'en est nullement le maître. L'homme moderne est requis par et pour le dévoilement commettant, qui le met en demeure de dévoiler le réel comme fonds.
C'est en ce sens que la Science relève de la Technique et non l'inverse. La Science moderne n'est pas technique parce qu'elle use de moyens sophistiqués, mais parce qu'en son essence elle est « Technique », en développant un « projet mathématique » de maîtrise de la nature, sous l'impulsion de Galilée et de  Kepler, en déterminant par anticipation ce que doivent être les qualités réelles de l'étant avant d'être appréhendé comme étant.
Si l'oubli, et notamment son aggravation dans le Gestell, est constitutif de la métaphysique, il est illusoire de penser pouvoir la corriger, il s'agit plutôt de l'assumer comme destin de l'être lui-même. « L'oubli, le retrait appartiennent à l'être » .

### La métaphysique du Dasein
Pendant une brève période à partir d' Être et temps, et jusque dans les toutes premières années 1930, remarque François Jaran, Heidegger est à la recherche « d'une conception plus radicale et plus universelle de l’essence de la transcendance qui va nécessairement de pair avec une élaboration plus originaire de l’idée d’ontologie et, par là, de la métaphysique », tirée de Essence du fondement. Dans cette brève période, il s'agit de se saisir de l’être à partir de l’essence métaphysique du Dasein  comprise comme transcendance. La métaphysique n'y est plus abordée comme une branche de la philosophie, mais « comme événement dans l’existence humaine, comme quelque chose de propre et d’essentiel à la nature de l’homme ». Heidegger semble y redécouvrir le thème kantien d'une « metaphysica naturalis » qu'il va tenir pour la véritable métaphysique. La primauté momentanée dans la pensée du philosophe du thème d'une métaphysique qu'il s'agirait de fonder véritablement, transparaît dans le constat de François Jaran, « les textes produits dans les années 1920 prennent tous  pour point de départ du travail philosophique la nature humaine ».

### L'histoire de l'être
Le cours de 1935, intitulé Introduction à la métaphysique, témoigne explicitement du passage de « l’ontologie fondamentale » de Être et Temps à une « histoire de l'être » qui devient elle-même geschichtlich, « historial »,. La métaphysique ne sera plus seulement une discipline philosophique, mais va devenir une « puissance historiale », en propre, [dans son essence] qui reflète un destin de l' être. Cette tentative de dépassement que Heidegger lui-même, appellera la Kehre ou « Tournant » dans la Lettre sur l'humanisme,, s'inscrira au sein de l'histoire de l'Être lui-même et de la philosophie occidentale.
Dans les  Beiträge zur Philosophie (Vom Ereignis), écrites en 1936, « Heidegger découvre dans le destin de l'alètheia une pure et simple conséquence de l'« abritement » de l'être dans la totalité de l'étant. Cette découverte lui donne la clef pour la compréhension de toute l'histoire de la métaphysique » écrit Lazlo Tengelyi. À partir de la compréhension grecque de l'être Heidegger développe une « distinction claire entre trois époques différentes de la pensée européenne : le « destin » du premier commencement chez les Grecs conduit, surtout chez Aristote, à une première définition métaphysique de l'être en termes de présence constante; puis il donne naissance à deux interprétations de l'« étantité » de l'étant qui aboutiront, d'une part, à la doctrine de l' ens creatum dans la métaphysique médiévale et, d'autre part, à la théorie de l' objectivité de l'objet dans la métaphysique moderne », enfin au règne de la « technique ».
« Interroger le règne actuel de la technique, son époque, c'est d'abord se remémorer ce qui dans la métaphysique, dont ce règne est issu depuis ses origines  présocratiques, s'est détaché par couches successives ainsi que tous les écarts qui ont été des écarts par rapport à ce vers quoi cette pensée faisait signe » écrit Jacques Taminiaux.

### L'achèvement de la métaphysique
Après l'échec d'Être et Temps et l'épisode du Rectorat (1933), s'affirme progressivement, le thème, nouveau pour lui, du « dépassement de la Métaphysique », à l'exemple du projet nietzschéen de « renversement du platonisme ». Ainsi dans les notes rassemblées sous le titre « dépassement de la métaphysique » des essais et conférences, Heidegger dit explicitement que la métaphysique est achevée parce qu'elle a fait le tour de ses possibilités,, la dernière d'entre elles étant l'ère de la Technique. Franco Volpi précise que « dans la dernière phase de sa pensée, Heidegger aboutit à la thèse de la fin de la métaphysique, laquelle serait désormais passée dans l'essence de la technique moderne : celle-ci serait l'accomplissement de la métaphysique, « la métaphysique comme préhistoire de la technique » ». À ce sujet, remarque Michel Haar, si l'époque de la technique en est l'ultime forme, « nous ignorons encore ce que nous réserve l'achèvement de la métaphysique et nous ne pouvons à peine imaginer ce qu'inventera la domination inconditionnée ou la mobilisation totale … qui ne font que commencer ».
Si nous avons appris quelque chose avec Heidegger, c'est bien l'unité persistante de la métaphysique, fondée par les Grecs et qui s'est maintenue sous des formes différentes, dans la pensée moderne.
Dans la suite, la métaphysique n'apparaîtra plus comme le chemin privilégié pour accéder au sens de l'être qui lui-même en son fond ne peut plus être considéré comme le fondement de l'étant. D'ailleurs, la problématique du « sens de l'être » cède la place à la question de la « vérité de l'être », dont la révélation du « voilement » accaparera dorénavant les efforts du philosophe, note Jean Grondin.
Les deux penseurs de la modernité, Nietzsche et Heidegger, attaquent semblablement la métaphysique et ses illusions alors qu'avec l' Introduction à la métaphysique de 1935 se révèle leur intérêt commun pour les présocratiques et pour une « vie libre et volontaire dans les glaces et la haute montagne ». Les deux font retour aux premiers Grecs avec une prééminence accordée aux présocratiques. Sur ce sujet, Heidegger rendra hommage à la pénétrante intuition de son prédécesseur Nietzsche qui ne serait dépassée que par celle d'Hölderlin.
Dans la lutte tendue qu'il mène à la recherche d'un nouveau langage philosophique, la figure de Nietzsche, tout aussi bien que celle de Hölderlin, permet à Heidegger d'entrevoir en cette étape ultime de la métaphysique de la « volonté de puissance », une ouverture nouvelle à l'histoire, donnant un sens à la question du « nouveau commencement » selon Servanne Jollivet.

### L'autre commencement
Quant à l'idée d'« un autre commencement », il ne faut pas l'entendre en un sens chronologique où un « commencement » succéderait à un « autre commencement », dans un enchaînement causal, car il ne fait signe vers aucune philosophie de l'histoire, ni sur l'idée d'un progrès de l'humanité ou celle d'un déclin, tout ceci appartient en propre à la métaphysique et à son besoin de « calculabilité ». L'autre commencement prétend, par-dessus la métaphysique, reprendre source directement à l'origine, à l'écoute de la dynamique cachée de l'histoire de l'« être ». Il s'agit, de se retourner pour retrouver à travers la répétition, le point inaugural d'un autre chemin possible de la pensée, de quelque chose tel « qu'un autre chemin peut éclore ».
« Le premier commencement qu'est la métaphysique n'est pas une « cause », qui à un moment donné de l'histoire, aurait l'autre commencement de la pensée pour « effet », elle est une origine, une Ursprung  qui demande à devenir plus « originaire » » écrit Martina Roesner.

### La structure ontothéologique de la métaphysique
La nature « onto-théologique » de la métaphysique, selon une expression reprise de Kant, est une thèse avancée tardivement par Heidegger notamment dans Was ist Metaphysik? et Identité et différence. Dans cette thèse est affirmée l'étroite co-appartenance « essentielle » au sein de la métaphysique, de l'ontologie et de la théologie, toutes deux interrogeant simultanément et indissolublement, depuis l'origine, selon deux perspectives différentes, « l'étant dans sa généralité » ou « l'étant dans son fondement » premier. ? « C’est par cette substitution subreptice que la métaphysique occidentale se serait constituée comme « onto-théo-logie » qui amalgame l’être soit à ce qui est commun à tout étant (objet de la metaphysica generalis ou ontologie), soit à l’étant le plus haut dans l’ordre des causes, Dieu (objet de la metaphysica specialis, ou théologie) ».
On constate que cette « essence » double de la métaphysique ne provient pas comme le croyait la tradition de l'influence historique de la dogmatique chrétienne qui aurait, à un moment donné, subverti la métaphysique, mais a surgi, du sein même de la métaphysique, au risque de détruire toute l'expérience existentielle de la foi, note Françoise Dastur,. « C'est l'équivalence entre être et présence constante qui, déjà dans la pensée grecque, conduit à chercher le fondement de l'étant dans un autre étant dont la stabilité et la permanence ne fassent jamais défaut » écrit par ailleurs Françoise Dastur.

## Le Nihilisme

### Le Nihilisme selon Nietzsche

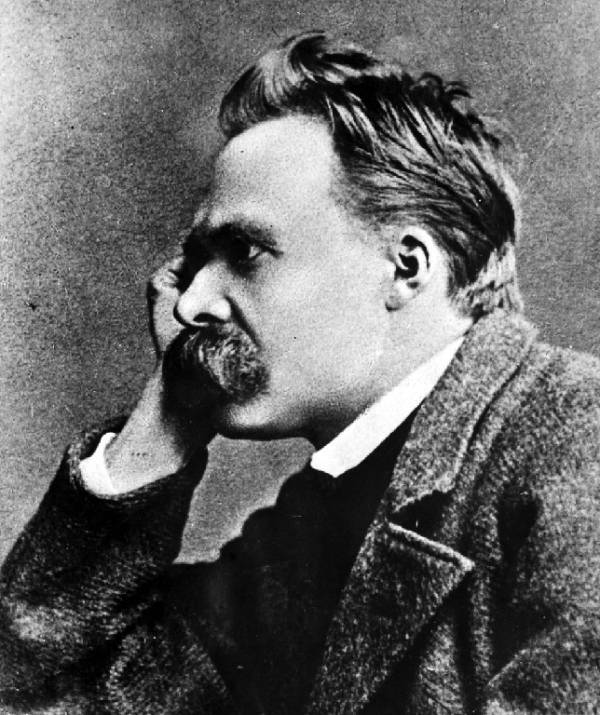
Friedrich Nietzsche

- La pensée métaphysique divise l'ensemble de l'étant, en partie sensible et en monde suprasensible (monde réel concret opposé au monde des idées éternelles, ou monde de la vérité et de l'être contre le monde apparent). Pour  Nietzsche les philosophes métaphysiciens ont encensés « "les notions les plus hautes" c'est-à-dire les plus générales,les plus vides, les dernières vapeurs de la réalité volatilisée [...] De là leur stupéfiante idée de "Dieu"... C'est l'ultime, le plus mince, le plus vide, qu'on place à l'origine comme cause en soi, comme ens realissimum... Quand on songe que l'humanité a dû prendre au sérieux les élucubrations de ces cerveaux malades ! » [65]
- Le nihilisme courant, Heidegger parle de nihilisme européen, va d'abord être compris comme « dévaluation des valeurs suprêmes »; après Dieu, la loi morale ainsi que tous ses succédanés vont perdre au cours de l'histoire et particulièrement dans l'époque contemporaine, progressivement leur valeur[66]. Ce nihilisme là n'est pas proprement nietzschéen, c'est celui de Pouchkine, des auteurs russes comme Dostoïevski, mais aussi de Schopenhauer, de Céline ou de Cioran[réf. nécessaire].
- C'est Nietzsche qui pense pour la première fois le nihilisme comme un mouvement de fond de l'histoire occidentale et non plus comme une façon de voir historique parmi d'autres.
- C'est par l'énoncé sur « la mort de dieu », du « meurtre de dieu » dont nous nous serions rendus coupables que Nietzsche présente explicitement le « nihilisme »[67].Outre ce nihilisme de la « dévalorisation des valeurs », Nietzsche qualifie de nihiliste « l’homme qui juge que le monde tel qu'il est ne devrait pas être, et que le monde tel qu'il devrait être n'existe pas. De ce fait, l’existence (agir, souffrir, vouloir, sentir) n’a aucun sens : de ce fait, le pathos du « en vain » est le pathos nihiliste — et une inconséquence du nihiliste »[68]. Ce nihilisme dit passif peut être, « très approximativement », rapproché de la doctrine de Schopenhauer.
- Nietzsche va penser au-delà de ce simple constat de la « dévalorisation des valeurs suprêmes » pour dépasser ce nihilisme  par « la transvaluation », Um-wertung , qui ne consiste pas seulement en un renversement, mais à transformer tout le monde intelligible historique, en l'idée d'un ensemble de valeurs accordées à l'entretien et à l'expansion de la « volonté de puissance » (Nietzsche II, page 270). Cette transvaluation de toutes les valeurs va être l'ultime étape qui va achever la « dévaluation de toutes les valeurs » jusqu'alors suprêmes (Nietzsche II, page 272). Destructif, le nihilisme le plus radical n'est plus du nihilisme. Selon Heidegger, Nietzsche surmonte le nihilisme en supprimant le problème (Nietzsche II, page 273).
- En pensant le Nihilisme comme histoire de la « dévalorisation des valeurs suprêmes », Nietzsche veut voir l'étant en tant que tel, débarrassé de tout ce qui pourrait rappeler un arrière monde. En remplaçant ces valeurs suprêmes dévalorisées par la Volonté de puissance, il croit faire barrage au nihilisme, alors qu'il n'a pas approché l'Être proprement dit en tant que tel, Être qui se retire, et qu'il s'est même interdit de voir, les yeux fixés sur l'étant, et que, de ce fait, l'essence du nihilisme comme le comprend Heidegger (oubli de l'être) ne peut que lui échapper[N 13].
- En reconnaissant un certain processus à la « dévalorisation », Nietzsche est amené, comme le fera Heidegger, à remonter haut dans l'histoire de la métaphysique et à en attribuer l'origine à l'interprétation platonico-chrétienne du monde. L'homme occidental s'est laissé guider depuis Socrate et Platon par le néant élevé au rang de principe[69].

### Le Nihilisme selon Ernst Jünger

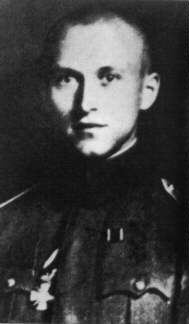
Ernst Jünger pendant la Première Guerre mondiale.

Jünger dans son livre Über die Linie, adopte la définition de Nietzsche au sujet du nihilisme comme « dévalorisation des plus hautes valeurs ». Il remarque que le nihilisme ne s'accompagne pas nécessairement de Chaos et que tout au contraire il peut générer un ordre plus rigoureux que celui que conduisent les valeurs morales. Il garde en arrière-plan l'idée du Troisième Reich. Pour Alain de Benoist, Jünger semble confondre totalitarisme et nihilisme.
Heidegger loue sans réserve la façon dont Jünger, dans Le Travailleur (Die Arbeiter), a su décrire la civilisation du travail « à la lumière du projet nietzschéen de l’étant comme volonté de puissance ». D'autant qu'après 1945, Jünger a clairement mis en rapport le nihilisme avec l'impérialisme d’une technique qui, en tant que volonté de dominer le monde, l’homme et la nature, suit sa propre course sans que rien puisse jamais l’arrêter. La technique n’obéit qu’à ses propres règles, sa loi la plus intime consistant dans l’équivalence du possible et du souhaitable : tout ce qui peut être techniquement réalisé sera effectivement réalisé.
Il lui fait aussi crédit d’avoir finalement réalisé que le règne du travail technicien relève d’un « nihilisme actif » qui se déploie désormais à l’échelle planétaire. Toutefois, Jünger, pour décrire la mobilisation technique du monde, utilise les concepts nietzschéens sans jamais les remettre en question, si bien qu'au lieu d'être lourde de menaces, la mobilisation technique pourrait trouver une issue dans l'avènement héroïque du surhomme qui aurait la capacité de la maîtriser.
À son crédit, il pointe encore le fait que Jünger n'assimile pas le nihilisme à une maladie. Le nihilisme ne relève pas du médical, il n'est pas une maladie de la civilisation à guérir.
Heidegger conteste cependant l'idée centrale dans l'œuvre jüngerienne d'une ligne, ou méridien, au-delà de laquelle le nihilisme pourrait être surmonté.

### Le Nihilisme selon Heidegger
C'est à l'occasion du deuxième tome qu'il consacre à la Métaphysique de Nietzsche que Heidegger expose, dans un chapitre de haute volée spéculative, sa position sur l'essence du Nihilisme européen : plutôt que l'expression d'une dévalorisation de toutes les valeurs à la suite du célèbre « Dieu est mort! », Heidegger y perçoit l'aboutissement du mouvement fondamental de l’Histoire de l’Occident, « l'histoire du retrait de l'Être depuis les origines grecques », en quoi se définit selon lui, le nihilisme.

« La métaphysique en tant que métaphysique est l'authentique Nihilisme. »

— Nietzsche Tome II p 275 Martin Heidegger
Cependant, à l'écoute du poète Friedrich Hölderlin, Heidegger va conserver l'espoir que ce Gestell, traduit par « Dispositif » ou « Arraisonnement » (voir Heidegger et la question de la technique), à tête de Janus, Januskopf, devant le déferlement et les excès de la technique, la perte du sens des choses, l’exode de la vérité, la fuite des dieux, la disparition de la nature enclenchera une réaction salutaire du Dasein car Heidegger n'a jamais pensé qu'en l'état actuel, l'homme puisse volontairement freiner l'extension du règne de la technique.

« Mais là où est le péril, croît aussi ce qui sauve. »

— Patmos, en Question IV, Hölderlin
Dans sa réponse à Jünger, qui lui avait adressé son livre   Über die Linie , Heidegger, en contestant la possibilité de fixer une ligne au-delà de laquelle le nihilisme pourrait être surmonté, invite à ce que soit d'abord posée, la question de  « l'essence du nihilisme ». Dans son esprit, la première tâche qui incombe au penseur consiste « dans une lente et patiente endurance à reconnaître les modes et les lieux   Erörterung  d'une « topologie du nihilisme », qui puisse permettre à la pensée d'y séjourner longuement et méditativement » écrit Gérard Guest dans le Dictionnaire.
Heidegger propose d'abandonner toute prétention à définir au préalable le « nihilisme », de laisser là toutes les prétentions et tous les préjugés de la raison qui, comme normalistation et nivellement, ne peuvent s'exprimer que dans le sillage du nihilisme européen et donc faire barrage au dévoilement de son essence. C'est la métaphysique de Nietzsche, c'est-à-dire sa dernière figure la « Volonté de puissance », qui va permettre  de faire l'expérience de l'essence du nihilisme. C'est pourquoi Heidegger a consacré de nombreux cours à la pensée de Nietzsche autour des années 1940, années, s'il en est, de déchaînement du « Nihilisme accompli ».
Le « Nihilisme » pensé jusque dans son être est, d'après l'article cité, « « le mouvement de fond de l'Histoire de l'Occident » », particulièrement généreux en catastrophes en tous genres qui ont bouleversé le XXe siècle et menacent le XXIe

#### Le Nihilisme imprègne toute l'histoire de la métaphysique
- La métaphysique en tant « qu'oubli croissant de l'être », qui aboutit au nihilisme contemporain, est la « guise » sous laquelle l'être, même, se destine à l'homme occidental.
- L'histoire de la métaphysique n'est pas l'histoire des mauvaises conceptions de l'être mais l'histoire de ses modes.
- Dans cette histoire Martin Heidegger met particulièrement en cause le Nominalisme, l'accusant tout à la fois de conduire à  l'« oubli de l'être » et à promouvoir le « Nihilisme » estime Jean Grondin[77]
- À l'encontre de Nietzsche, Heidegger affirme que rester dans l'« oubliance » de l'être et se borner à avoir affaire à l'étant, c'est déjà du Nihilisme, fondement de celui que l'on connaît, celui de Ernst Jünger dans ses ouvrages « Die Arbeiter » et Über die Linie, le même que l'on peut trouver chez Nietzsche[78].
- Heidegger ne s'inscrit pas dans la dénonciation commune des méfaits de la « Technique », forme contemporaine du nihilisme, mais avant tout dans « le danger que recèle l'essence de la technique ». Il s'agit d'une menace sur l'essence pensante de l'homme au point que, s'il peut lui sembler que partout il ne rencontre que lui-même, en fait il ne se trouve plus nulle part, ayant perdu son essence et, ne se percevant que du point de vue de la pensée calculante, il erre dans le non-monde[79].

#### Ses formes contemporaines et souterraines
Heidegger les détaille dans sa conférence consacrée au « Dépassement de la métaphysique » dans les Essais et Conférences, en les regroupant au nombre de trois : il s'agit de la planification, de l'usure et de l'uniformité.
1. « La planification » investit progressivement toute la réalité, obéissant moins à une exigence d'organisation qu'à la peur du vide, à la nécessité de remplir toutes les cases. Dans certains régimes, elle se poursuit jusqu'à investir le domaine de la culture et de la vie privée. Cette exigence planificatrice débouche, selon Heidegger, sur la constitution de régimes totalitaires et non l'inverse.
2. « L'usure » correspond à l'usage technologique en l'absence de tout but. Ce phénomène s'applique à l'homme comme aux matières premières. la consommation est un cas particulier de l'usure. L'impératif de l'usure pour l'usure est devenu un trait de l'être de l'étant.
3. « L'uniformisation ». Nous sommes entrés dans le nivellement de l'« homme planétaire » selon l'expression de Michel Haar, qui n'est déjà plus tout à fait un sujet[80], qui travaille aveuglément pour une fin qu'il n'a pas posée et qui n'est autre que la Machenschaft[81].« Tout se vaut - ou peu s'en faut - se plaint le journal, au royaume de l'info en continu, de la réaction permanente et du direct sans filet »[82]

#### Le Nihilisme ou le Danger en l'Être

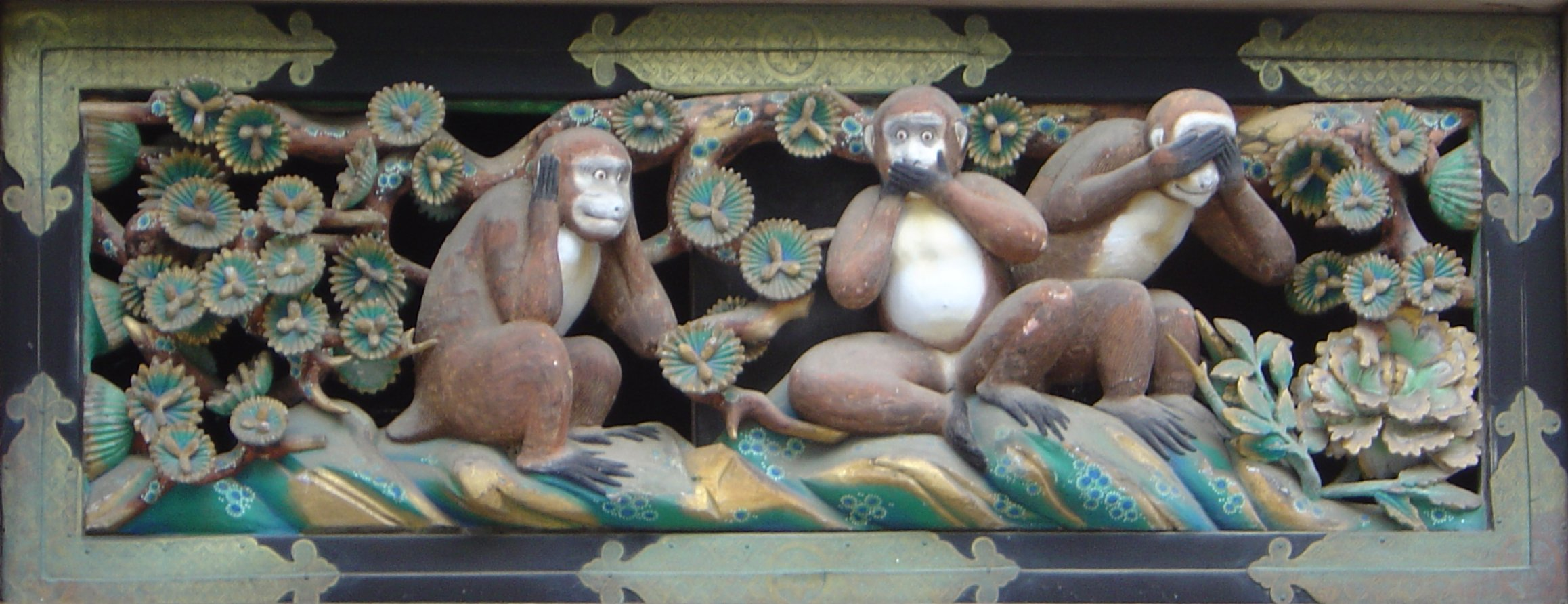
Ne rien voir de mal, ne rien entendre de mal, ne rien dire de mal.
Les singes de la sagesse du sanctuaire Tōshōgū de Nikkō, Japon.

Heidegger est le témoin de son époque, si être témoin consiste à sonder les abîmes, à faire face à l’Événement, jusqu'au point de comprendre et d'exposer « ce qui a rendu possible » le pire et notamment |« l'extermination de l'homme par l'homme », si « le mal ne peut plus être circonscrit à ce qui est moralement mauvais, ni non plus limité à n'être qu'un défaut ou un manquement au sein de l'étant » nous dit et rapporte Gérard Guest.
On doit à plusieurs interventions de ce dernier, l'effort le plus important pour illustrer, au sein de l'œuvre calomniée de Heidegger, ce « mouvement de fond de l'Histoire de l'Occident » que constitue le nihilisme.
Cette œuvre qui aborde successivement les liens du Temps et de l'Être, la  question de la Technique, l'histoire de la métaphysique, l'Avènement ou Ereignis, le nihilisme contemporain, l'empire de la Machenschaft, cette œuvre immense, incomprise nous alerterait, rien de  moins, que sur l'immense péril qu'encourt notre époque.
En tant que penseur, plusieurs qualificatifs ont pu lui être accolés, celui du penseur du « danger en l'être », de penseur « de la malignité de l'être », celui de penseur du « péril extrême qui gît au cœur de la Technique planétaire », péril que présente le triomphe de l'universelle calculabilité qui priverait l'être humain de ce qui fait son humanité, à savoir la pensée méditante, sa part de rêve et de poésie.
Heidegger penseur de la technique et du nihilisme est le premier penseur à avoir envisagé la possibilité d'un danger au sein même de l'Être, voire une certaine malignité en son sein (dissimulation du danger qui appartient à l'essence de la technique), « Être », que toute la tradition s'est attachée à exonérer de toute responsabilité, dans le fil de la tradition chrétienne, contre la vision plus réaliste et tragique des Grecs (voir les tragédies de Sophocle). Pensons au thème si prégnant de l'outrepassement, de l'Hybris, du dépassement des bornes de la simple prudence, qui enclenche systématiquement la fureur des Érinyes vengeresses. Le thème du « Danger en l'Être » contre lequel l'homme oppose pour s'en protéger, sa contre-violence organisationnelle et sa science domine, nous dit Gérard Guest, la pensée des « traités impubliés »,.
Nous pouvons détourner les yeux, mais, nous dit Heidegger, l'épreuve de l'extrême péril à même l'expérience de l'être, ne nous sera pas épargnée; pensons au développement de la triple forme de la criminalité moderne, telle que la criminalité bureaucratique avec Hannah Arendt et Pierre Legendre, la criminalité destinale avec Dominique Fourcade et son livre « En laisse » consacré à l'humiliation des prisonniers irakiens, et à la criminalité ludique des fonctionnaires pilotes de drones.